# Выморочный герцог
Выморочный герцог (нем. Abgeteilte Herren) — ряд герцогов Ольденбурского дома в Шлезвиге и Гольштейне, чьи владения в XVI и XVII веках не признавались сословиями.
Предысторией этого явления послужил Рибеский договор 1460 года, в котором датский король Кристиан I после своего избрания герцогом Шлезвигом и графом Гольштейна установил, что эти области должны навсегда управляться совместным сувереном в личной унии с Данией. Обещание было нарушено в 1544 году, когда король Кристиан III разделил территории между собой и своими сводными братьями Гансом и Адольфом. Однако когда сын Кристиана, Фридрих II, попытался разделить территорию со своим братом Гансом II, сословия отказались воздать оммаж последнему. Ганс II получил титул и ранг герцога, а также доход от собственных земель, но фактическое правление Шлезвигом и Гольштейном осталось за его братом и дядей.
Таким образом возникла ветвь Ольденбургской династии в Шлезвиг-Гольштейн-Зондербурге. Герцогству не разрешалось чеканить монеты и содержать постоянную армию. После смерти Ганса герцогство было разделено между его детьми, создавшими несколько побочных ветвей дома Шлезвиг-Гольштейн-Зондербург. Только в XVIII в., когда большая часть династий вымерла, датской короне удалось вернуть эти земли себе.